# Tricimba parksorum
Tricimba parksorum är en tvåvingeart som beskrevs av Ismay 1993. Tricimba parksorum ingår i släktet Tricimba och familjen fritflugor. Inga underarter finns listade i Catalogue of Life.